# Bruce Mau
Bruce Mau est né le 25 octobre 1959 à Sudbury, dans la province de l’Ontario au Canada. Il est un designer qui s’est fait connaître dans les années 1980 avec son travail pour Zone Books. En 1985, il fonde son propre studio, Bruce Mau Design, dont il est le directeur de création de sa fondation jusqu’en 2010. Fondateur de l’'Institute Without Boundaries et instigateur du projet Massive Change, il est décrit comme un « design visionary » par Lynda Relph Knight, ancienne éditrice du magazine « Design Week ».

## Biographie

### Ses études
Bruce Mau grandit sur une ferme en Ontario et affirme qu’il n’avait jamais entendu le mot «design» jusqu’à ce qu’il se retrouve dans le programme de Special Arts à la Sudbury Secondary School où il touche au dessin, à la céramique, à la photographie, à la lithographie et à bien d’autres médiums. Il poursuit ses études à l’Université de l'École d'art et de design de l'Ontario mais se joint au studio torontois Fifty Fingers, abandonnant ainsi l’école avant de graduer. Il avoue d’ailleurs à ce moment être «parfois éprouvé par un manque dans son apprentissage et qu’il n’en serait pas ainsi s’il avait reçu l’enseignement approprié».

### Sa carrière
En 1982, deux ans après qu’il s'est joint au studio Fifty Fingers, il fait un bref séjour chez Pentagram, à Londres. Mau ne se sent pas à l’aise dans cette grande agence; il dit d’ailleurs : «Nous devions nous comporter comme des esclaves: Écoute ton patron, et fait ce qu’il te dit». Il est néanmoins grandement influencé par ses collègues et collaborateurs de l’époque tels que Herman Lelie et John Cage, chez qui il remarque la complexité et l’étendue de l’interdisciplinarité ainsi que la pensée du designer. Il revient au Canada en 1983 et fonde, avec deux associés, la firme Public Good Design and Communications qui produit, entre autres, des publications gouvernementales, syndicales et culturelles. En 1985, il est engagé par les éditeurs de Zone Books, Michel Feher et Sanford Kwinter, pour travailler sur ce que Mau lui-même qualifie de «breakthrough» et qui pavera la voie de tous les accomplissements qui suivront. Son travail sur les livres Zone, une collection d’essais critiques à propos de l’urbanisme à travers laquelle l’architecte Rem Koolhaas participe, coïncide avec la création de Bruce Mau Design Studio. Il se sépare alors de ses collègues de chez Public Good Design and Communications qui ne sont pas intéressés par ce projet. Dès sa fondation, son studio est rapidement reconnu pour ses identités visuelles, notamment celle du Andy Warhol Museum, de l’Art Gallery of Ontario.
En 1992-1993, il agit en tant que directeur artistique pour onze numéros du magazine I-D. De 1996 à 1999, il devient professeur associé à l’Université Rice de Houston, Texas et il est parallèlement directeur de thèse à la Faculté d’architecture de l’Université de Toronto, artiste en résidence au California Institute of the Arts et chercheur invité au Getty Research Institute.
En 1995, il publie S,M,L,XL avec l’architecte Rem Koolhaas, un de ses précieux collaborateurs. Cette production colossale de plus de 1 400 pages est autant une présentation du travail de ce dernier qu’une réflexion sur l’architecture moderne. Mau offre une réflexion sur la complexité d’un tel projet; il admet que «l’augmentation du volume d’un objet n’entraîne pas une progression linéaire en termes de complexité. Il devient en fait très complexe très rapidement puisqu’à partir d’un certain nombre de pages, un moindre changement produit une onde de répercussions sur tout le contenu». Au fil de leurs collaborations, Mau et Koolhaas développent une méthode rigoureuse d’analyse de structure du contenu. Cette méthode, que Mau qualifie de «critique», permet de conceptualiser un projet, quelle que soit l’échelle.
En 2002, il crée, en collaboration avec le George Brown Toronto City College, l'Institute Without Boundaries, un programme post-universitaire qui agit en tant que studio de design collaboratif visant l’innovation sociale, écologique et économique. Cette initiative traduit bien l’idéalisme de Bruce Mau alors qu’il déclare lors d’une conférence à Cape Town en Afrique du Sud qu’une «crise est une chose terrible à gaspiller. Le nouveau design n’est pas seulement visuel, il est immortel». Il y mentionne même «la possibilité d’une Amérique pérenne».

### Son studio
Bruce Mau Design, studio de design multidisciplinaire spécialisé en image de marque et en design de l’environnement, est fondé en 1985 à Toronto mais a aujourd’hui des bureaux à Chicago ainsi qu’à New York et emploie une trentaine de personnes provenant d’une multitude de disciplines, ce qui leur permet d’attaquer un problème de plusieurs perspectives. Les expertises déployées sont aussi variées que complémentaires dans ce studio qui mise sur une approche stratégique et une connaissance approfondie de leurs clients grâce à leur écoute et des méthodes de recherches immersives pour les mettre en valeur. Le studio a pour objectif de produire rien de moins que du «world-class design». Leur travail est qualifié de profond, audacieux et efficace. BMD collabore avec de nombreux architectes dont Frank Gehry pour le Walt Disney Concert Hall de Los Angeles et Rem Koolhaas pour la Seattle Public Library. Ce dernier projet a suscité un intérêt public monstre ; Mau cite : «2 600 personnes dans un immense auditorium pour une présentation, c’est phénoménal». La mission globale de BMD est de générer des idées nouvelles et d’aider les institutions et entreprises à grandir, quel que soit leur secteur d’activité.

## Philosophie

### Sa vision du graphisme
Bruce Mau accorde une grande importance au message dans le design. Il croit que le design d’aujourd’hui porte trop d’attention à l’esthétisme au détriment du message. Il exprime cette pensée dans l’exposition BMD-Bruce Mau/Reading (lecture) présentée à l’Office for Metropolitan Architecture en 1998. Mau croit que le design doit avoir une influence sur ce qui est dit, sur le message. Selon lui, le designer doit avoir une influence sur le contenu, il ne doit pas se limiter au design «traditionnel», où le designer entre en compte seulement après la sélection du contenu, du message. Le studio Bruce Mau Design agit donc en collaboration avec le client pour développer le contenu et le message. Il explique d’ailleurs pourquoi il a abandonné le mot «graphic» de son titre de «graphic designer» lors d’une entrevue avec le magazine Architectural Record : «le terme “graphic” est limitatif, nous sommes ce que nous sommes car nous utilisons une “communication design technique” pour explorer des idées, qu’elles soient d’ordre spatial, organisationnel, typographique, formel ou entrepreneurial. Nous utilisons ces techniques pour analyser des problématiques et pouvoir les communiquer de façon inédite, ce qui nous permet d’inventer des choses que d’autres, sont incapables de concevoir.» Il ajoute de même que l’avenir du designer est l’hybridation des expertises.
Selon Mau, il faut respecter l’intelligence du lecteur, qui est capable de comprendre des configurations plus complexes de mise en page. Si l’on simplifie trop, cela insulte son intelligence. Le lecteur est capable de décoder des concepts par lui-même. Le designer d’un livre doit concevoir l’expérience de lecture. Il doit lire ce qu’il met en page pour pouvoir y donner un rythme, une cadence. La typographie permet de manipuler les notions de temps et d’attention chez le lecteur. En donnant un rythme à la typographie, on donne un rythme à la lecture. La typographie n’est pas qu’une intervention sur un espace 2d défini. Son rôle va au-delà du simple texte, elle suggère une ambiance, une nuance dans la lecture du message.

### Massive Change
En 2004, il coordonne un grand projet avec ses étudiants de l’Institute Without Boundaries: Massive Change. L’initiative combine une exposition, un livre et un site internet. Massive Change propose des solutions par le design aux différents problèmes de la société actuelle et future. La citation figurant sur la quatrième page de couverture du livre Massive Change exprime bien la philosophie de ce projet : «Massive Change n’est pas à propos du monde du design, c’est à propos du design du monde.» L’idée de «sustainability» (design durable) est au centre du projet Massive Change et est appliquée à différents domaines tels que la biologie, les applications militaires et l’architecture. Mau parle d’un design en collectivité imprégné dans notre culture, dans notre arrière-plan de façon qu’il devienne invisible, banal. Massive Change s’éloigne du design graphique pour se concentrer sur le design en général. L’exposition offre une vision très optimiste sur les avancées technologiques futures. Cet idéalisme lui vaut d’ailleurs son lot de critiques. Le philosophe canadien Mark Kingwell s’exprime sur le contenu du projet en quelques mots assez crus : «snippets of personal reflection, lists of bland and often self-contradictory imperatives, miniature essays and scattered aphorisms». Même un ami de Bruce, David Byrne, accuse l’installation d’être une «gee-whiz science museum exposition».

### An incomplete manifesto for growth
En 1998, Mau rédige un manifeste intitulé An Incomplete Manifesto for Growth qui contient 43 suggestions établissant sa vision du design et le processus utilisé par son studio. Le projet se concentre sur le processus de création plutôt sur la finalité du produit à travers certaines affirmations connues, d’autres créées pour celui-ci, rassemblant ainsi les manifestes personnels de plusieurs designers des plus reconnus. Lorsque questionné sur la pertinence de son manifeste 16 années après sa publication, il affirme toujours vivre selon ses principes, «à l’exception d’une apparition dans un jury pour le National Design Awards qui contrevient au principe numéro 26 : «Ne pas participer à des concours». Selon lui, la raison de la longévité du manifeste est « qu’au cœur du concept se trouve un défi universel ». Comme Mau l’explique : «It’s not really about design or art, it’s about life ». Quant à la finalité du manifeste, Mau affirme que la structure ouverte de l'œuvre lui permet de perdurer à travers notre culture.

## Œuvres importantes

### Livre
- 2000, Publication de Life Style, un manifeste autobiographique qui explique sa pratique du design

### Expositions créés par Bruce Mau Design
- Massive Change (2004) Exposition portant sur les solutions apportées par le design aux problèmes sociaux-économiques.
- Stress (2000) Stress est une installation multimédia qui explore les limites du corps humain. L'exposition présente 24 courts épisodes sur le thème de l'impact et de la déformation, présentés sur huit grands écrans[20].

### Clients et projets notoires de Bruce Mau Design
- 2012 Know Canada, une campagne pour changer la perception des américains envers le Canada, en collaboration avec Studio 360
- 2011 Identité visuelle de l'Université de l'École d'art et de design de l'Ontario
- 2008 Campagne Live Positively, de Coca-Cola
- 2003 Identité visuelle et signalétique du Museum of Modern Art
- 2000 Signalétique de la Seattle Public Library, en collaboration avec Office for Metropolitan Architecture
- 1997 Identité visuelle des libraries Indigo
- 1994 Identité visuelle du Andy Warhol Museum
- 1993 Identité visuelle du Netherlands Architecture Institute, Rotterdam
- 1991 Signalétique du Walt Disney Concert Hall
- 1985 à aujourd'hui : design éditorial pour Zone Books

## Honneurs et distinctions
- Membre de l’Académie royale des arts du Canada [21]
- 2011 Honorary Royal Designer for Industry
- 2009 Global Creative Leadership Award[22]
- 2007 Médaille d’or de l’American Institute of Graphic Arts [23]
- 2001 Doctorat honorifique en arts visuels, Emily Carr Institute of Art and Design, Vancouver [24]
- 2001 Doctorat honoris causa, Ontario College of Art & Design, Toronto[24]
- 1998 Chrysler Award for Design Innovation

### Livres
- (en) Rem Koolhaas et Bruce Mau (dir.), Bruce Mau: Reading = Lecture, s.l., s.n., 1998
- (en) Iona Maclear, Bruce Mau (dir.) et Bart Testa, Life Style, London, Phaidon Press, 2000  (ISBN 0-7148-4520-5)
- (en) Rem Koolhaas et Bruce Mau, «S,M,L,XL», New York, Monacelli Press, 1995.  (ISBN 1-8852-5486-5)
- (en) Jennifer Leonard et Bruce Mau (dir.), Massive Change, London, Phaidon Press, 2004  (ISBN 0-7148-4401-2)

### Articles
- (en) Pamela Young, How Now Bruce Mau? dans Applied Arts  (ISSN 1196-1775) Vol.21 no 2 (Avril 2006)
- (en) Kathryn Simon, Bruce Mau dans Bomb  (ISSN 0743-3204) no 91 (2005)
- (en) Adele Weder, The World According to Mau dans Azure  (ISSN 0829-982X) Vol.21 no 157 (2005)
- (en) Scott Kirsner, Design Principal dans Fast Company, 30 septembre 2000, [lire en ligne (page consultée le 28 novembre 2012)]
- (en) Will Novosedlik, The producer as author dans Eye, Hiver 1994, [lire en ligne (page consultée le 28 novembre 2012)]
- (en) Steven Heller, Reputations: Bruce Mau dans Eye, Hiver 2000, [lire en ligne (page consultée le 28 novembre 2012)]
- (en) Lynda Relph-Knight, Bruce Mau calls for action on social ills at Design Indaba. Design Week, vol.24, issue 9, 3 avril 2009, p.3.
- (en) Thomas de Monchaux, Bruce Mau. [En Ligne] http://www.aiga.org/medalist-brucemau/ (Page consultée le 26 septembre 2015).
- (en) Gerald FitzGerald, Bruce Mau Commencement Speech. Art Papers Magazine, Juillet/Août 2014, vol.39, Issue 4, p.21.
- (en) John E. Czarnecki, A master of imagery and collaboration, Bruce Mau discusses his role in design culture. Architectural Record, Juin 2001, vol.189, p.65-70